# Natalija Pohrebnjak
Natalija Olehiwna Pohrebnjak (ukrainisch Наталія Олегівна Погребняк, englische Transkription Nataliya Pohrebnyak; * 19. Februar 1988 in Kupjansk) ist eine ukrainische Sprinterin.

## Sportliche Laufbahn
Bei den Weltmeisterschaften 2007 in Osaka schied Natalija Pohrebnjak über 100 Meter im Vorlauf aus, und bei den Olympischen Spielen 2008 in Peking und den Weltmeisterschaften 2009 erreichte sie über dieselbe Distanz das Viertelfinale.
Bei den Europameisterschaften 2010 in Barcelona kam sie über 100 Meter ins Halbfinale und gewann mit dem ukrainischen Team in der Besetzung Olessja Powch, Pohrebnjak, Marija Rjemjen und Jelysaweta Bryshina die Goldmedaille in der 4-mal-100-Meter-Staffel.
2006, 2008 und 2009 wurde Pohrebnjak nationale Meisterin über 100 Meter.

## Persönliche Bestzeiten
- 100 m: 11,09 s, 30. Juli 2015, Kropywnyzkyj
  - 60 m (Halle): 7,18 s, 27. Januar 2016, Saporischschja
- 200 m: 22,64 s, 15. August 2016, Rio de Janeiro

## Ehrungen
Am 25. Juli 2013 wurde ihr vom ukrainischen Präsidenten der ukrainische Verdienstorden 3. Klasse für die Erreichung hoher Sportergebnisse auf der XXVII. Welt-Sommer-Universiade in Kasan verliehen.